# Bernardo Morando

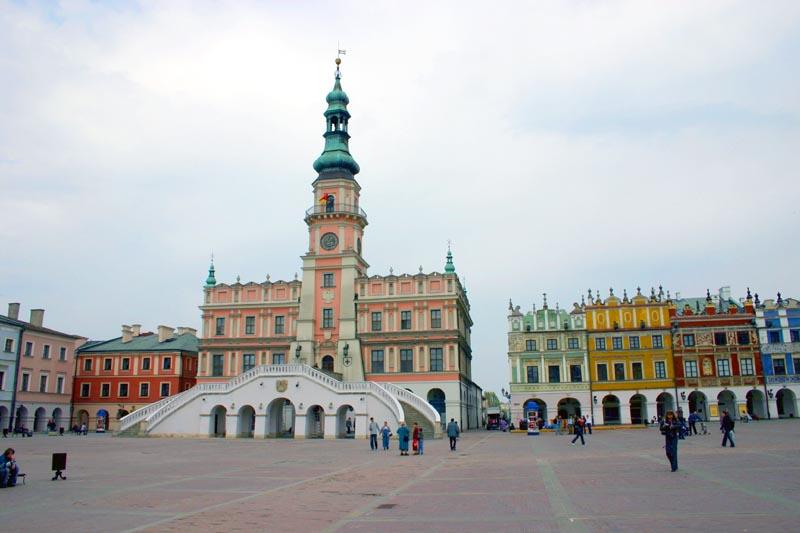
Prefeitura de Zamość.

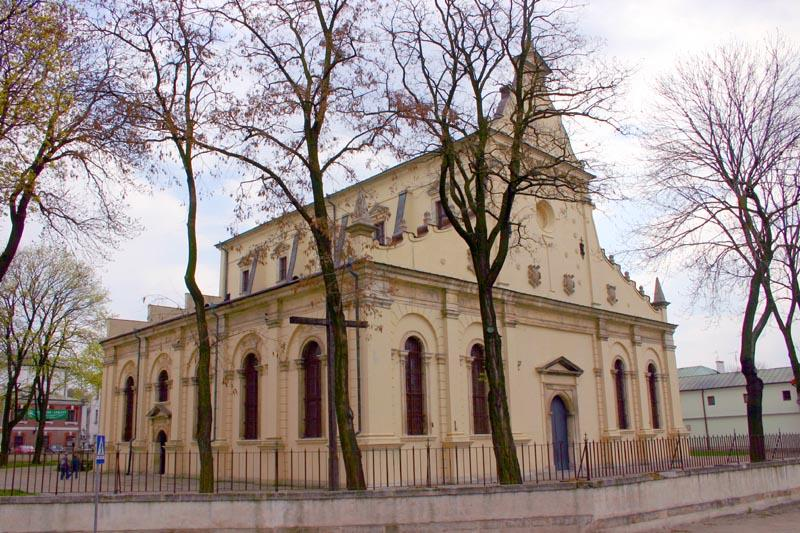
Catedral de Zamość.

Bernardo Morando, também conhecido por Bernardino ou Morandi ele e nato de Veneza nasceu em torno de 1540 foi um arquiteto polaco-italiano. É notável por ser o autor da cidade planejada de Zamość, projetada segundo as teorias renascentistas da 'cidade ideal'.

## Biografia
Nasceu por volta de 1540 em Pádua ou Veneza, em 1569 Morando se mudou para a Polônia, onde começou a trabalhar como arquiteto. Em 1 de julho de 1578 assinou um contrato com Jan Zamoyski, um dos homens mais ricos da República das Duas Nações para um projeto de uma cidade ideal e que servia também como fortaleza para o seu fundador. A grande opulência que a nobreza da Polônia (szlachta) desfrutava durante o Renascimento deixou a elite polonesa não apenas com enormes quantias de dinheiro para gastar, mas também a motivou a encontrar novas formas de investir sua fortuna longe do alcance do Tesouro Real. Zamoyski, o Grão-Chanceler e Hetman cujo império financeiro dentro da República polonesa compreendia 6.400 km² com onze cidades e mais de duzentas aldeias, além das terras reais ele ainda controlava mais de 17.500 km² com 112 cidades e 612 aldeias. As propriedades de Zamoyski funcionavam como um país dentro do país e ele decidiu fundar a cidade de Zamość para evitar tarifas e impostos reais enquanto que ela também serviria como a capital do seu mini-estado.
Até 1586 Morando preparou os projetos de sua nova cidade, bem como supervisionou a construção dos primeiros notáveis monumentos, inclusive o Portão de Lublin, o arsenal e o palácio de Zamoyski. Entre 1587 e 1594 ele supervisionou a construção da Prefeitura e da igreja colegiada, um dos mais notáveis exemplos da notável arquitetura renascentista do Norte dos Alpes. Foi completada em 1598, dois anos antes da morte de Morando. Além dos projetos notáveis, durante a sua estada em Zamość, Morando também supervisionou a construção das casas dos burgueses e da fortificação em formato de estrela. Zamość teve tanto sucesso que após onze anos do início de sua construção só restavam apenas 26 lotes vazios, todos os demais haviam sido vendidos. Contudo, não restou mais nenhum quando na década de 1620 seu sucessor, Andrea dell'Aqua concluiu o forte. Durante os anos seguintes a Universidade Zamość e numerosas igrejas foram construídas. Zamość foi adicionada à Lista do Patrimônio Mundial da UNESCO em 1992 e hoje é considerada um dos complexos urbanos mais preciosos da Europa e do mundo.
Além da cidade de Zamość, Morando também preparou projetos de construção de duas cidades menores fortificadas: Tomaszów Lubelski e Szarogród na Podolia, na atual Ucrânia. É também provável que ele criou o cenário para Odprawa posłów greckich de Jan Kochanowski, o primeiro drama polonês encenado durante o casamento de Zamoyski com  Krystyna née Radziwiłł.
Por seu excelente trabalho Zamoyski lhe presenteou com duas grandes casas em Zamość. Entre 1591 e 1593 ele foi também o prefeito daquela cidade e foi transformado em um membro da nobreza polonesa. Ele casou com Katarzyna, com quem teve seis filhos. Seus descendentes usaram o nome polonês de Morenda e o Brasão de armas "Mora" concedido a Bernardo Morando. Ele se matou em Zamość em 1600 e foi enterrado na igreja colegiada que ele havia terminado de construir não fazia muito tempo.
Um de seus filhos, Gabriel Morenda, tornou-se um  doutor em ciências na Universidade de Pádua e retornou a Zamość, onde ele tornou-se prefeito e juiz. Foi também professor de matemática na Universidade Zamość construída depois dos projetos de seu pai.